# آرگون (منطقه سرشماری)، ویسکانسین
آرگون (به انگلیسی: Argonne) یک منطقهٔ مسکونی در ایالات متحده آمریکا است که در آرگون، ویسکانسین واقع شده‌است. آرگون ۱۶۰ نفر جمعیت دارد و ۴۹۹٫۸۸ متر بالاتر از سطح دریا واقع شده‌است.